# Aprionus pratincolus
Aprionus pratincolus är en tvåvingeart som beskrevs av Jaschhof och Meyer 1995. Aprionus pratincolus ingår i släktet Aprionus och familjen gallmyggor.
Artens utbredningsområde är Tyskland. Arten har ej påträffats i Sverige. Inga underarter finns listade i Catalogue of Life.